# Seznam medailistů na halovém mistrovství Evropy v běhu na 50 m překážek
Běh na 50 m překážek byl zařazen na program halového mistrovství Evropy pouze dvakrát (předtím v letech 1967 až 1969 na Evropských halových hrách). Stalo se tak tehdy, kdy se šampionát pořádal v Grenoblu v hale s menším rozměrem dráhy.

## Muži
- 1967  Eddy Ottoz 6,4 s - nejlepší výkon
- 1968  Eddy Ottoz 6,52 s
- 1969  Alan Pascoe 6,6 s
- 1972  Guy Drut 6,51 s
- 1981  Arto Bryggare 6,47 s

## Ženy
- 1967  Karin Balzerová 6,9 s
- 1968  Karin Balzerová 7,03 s
- 1969  Karin Balzerová 7,2 s
- 1972  Annelie Ehrhardtová 6,85 s
- 1981  Zofia Bielczyková 6,74 s - nejlepší výkon